# Tvärmonterat drivpaket

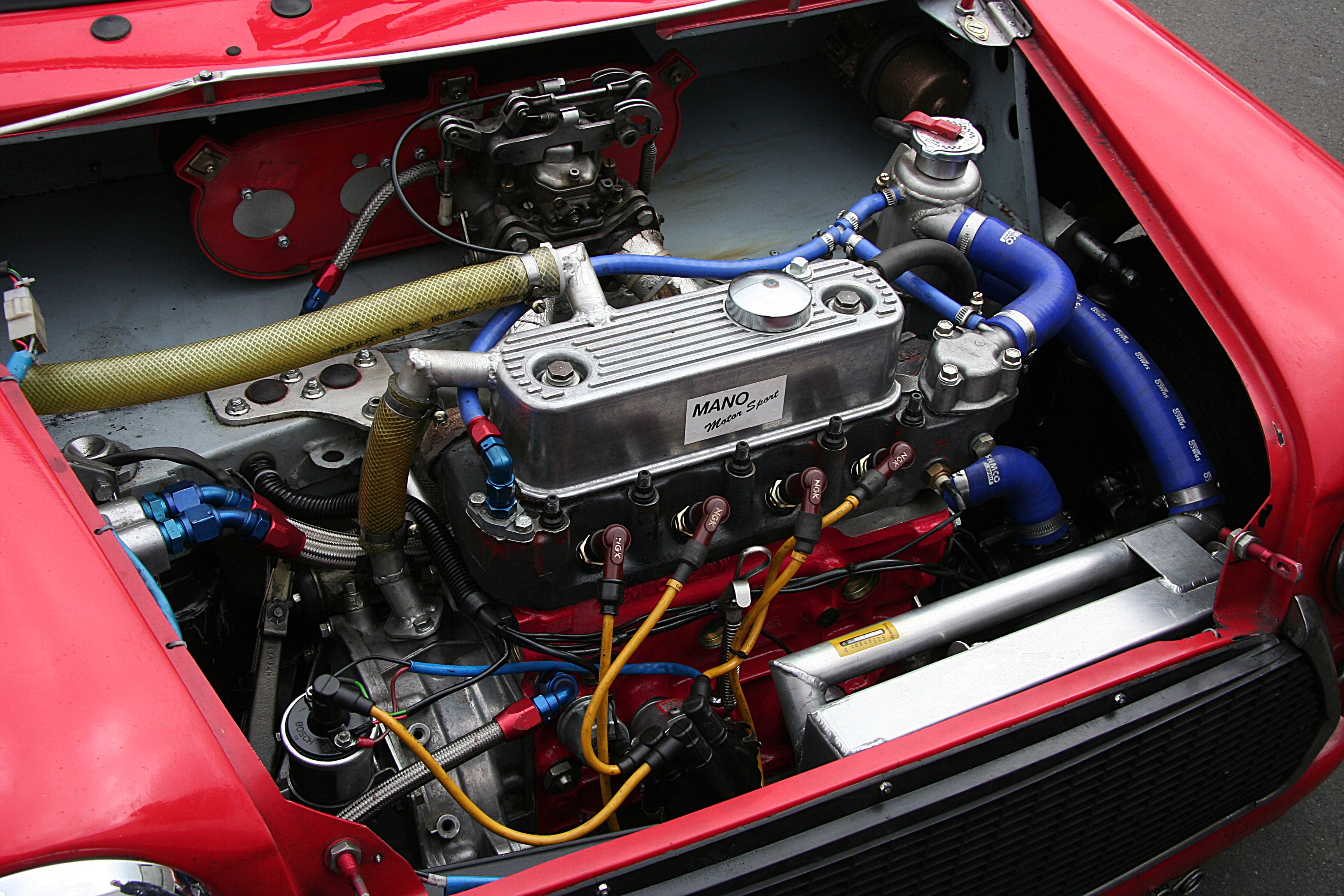
Tvärställd motor i en Austin Mini

Tvärmonterat drivpaket eller tvärställd motor kallas det när motorn i ett fordon är monterad i riktningen "öst-väst" alltså med vevaxeln pekandes åt sidorna istället för framåt-bakåt.
Denna konstruktion är den vanligaste på moderna framhjulsdrivna bilar då den tar mindre plats än om motorn sitter ställd på längden. Växellådan sitter då bredvid motorn och driver framhjulen helt utan kardanaxel. Hjulen roterar därmed i samma riktning som motorns vevaxel förutom när man backar. I den första modellen av BMC Mini var hela växellådan och transmissionen placerade under motorn i oljetråget. Det gjorde att man fick plats med en fyrcylindrig motor på tvären trots att bilen var väldigt smal. Växellådan och slutväxeln smordes då av motoroljan. Konstruktionen användes även på andra brittiska bilar fram till 1980-talet. 
Bussar, i huvudsak stadsbussar, bland annat av märkena Scania, Renault och Irisbus och även dubbeldäckarbussar i stadsbussutförande av olika märken, kan ha tvärställd bakmotor. Den är då stående monterad alldeles under bakrutan och den bakersta sätesraden om sådan finns och driver bakaxeln via vinkelväxel.
Även vissa mittmotorsportbilar kan ha tvärställd motor bakom föraren som till exempel Pontiac Fiero och Fiat X1/9.